# Thecla cupentus
Thecla cupentus är en fjärilsart som beskrevs av Pieter Cramer 1782. Thecla cupentus ingår i släktet Thecla och familjen juvelvingar. Inga underarter finns listade i Catalogue of Life.